# 季節の栖
『季節の栖 ~ Twenty Five Reasons ~』（ときのすみか）は、シンガーソングライターさだまさしの1999年6月23日発表のソロ25枚目のオリジナル・アルバムである。同年10月から翌年までの、さだまさしコンサートツアーにも同じタイトルが用いられた。

## 概要
このアルバムは、さだが夢の中でレコーディングを完了した時、何処からともなく聞こえてきた「よく出来ましたねえ」という言葉に対し「みんなが半分手伝ってくれた」という返事をしたことがきっかけとなり作られた。目覚めた後に、スタッフにその夢のことを話すと、「その夢を正夢にしましょう。」という返事がかえってきてその場が盛り上がったという。
当時のさだは、それを正夢にすることは不可能だと考えていたが、ある日、フジテレビの『ミュージックフェア』で共演していた谷村新司と南こうせつに夢の内容を話すと「面白そうだ、それをやろう」という返事が返ってきた。その上、先にさだがその夢を話したスタッフたちが各々の人脈を駆使して、歌謡界の大御所やさだが尊敬する人々にアルバム参加を要請すると、各々が計画参加の意を表したため、このアルバム製作計画が現実のものとなり、1999年6月23日に発売された。
また、元来さだはこのアルバムをグレープ時代から数えて25年間歌手として活動してきたことへの記念アルバムと考えており、副題として (Twenty Five Reasons) という語をアルバムタイトルに冠している。

## 収録曲
| #         | タイトル                        | 作詞             | 作曲             | 編曲      | 時間  |
| --------- | ------------------------------- | ---------------- | ---------------- | --------- | ----- |
| 1.        | 「素晴らしき夢」                | さだまさし       | 弾厚作           | 服部克久  | 4:47  |
| 2.        | 「空っぽの客席」                | 財津和夫         | 財津和夫         | 倉田信雄  | 4:04  |
| 3.        | 「JONAH」(訳詞: さだまさし)     | ポール・サイモン | ポール・サイモン | 吉田弥生  | 3:27  |
| 4.        | 「歌紡ぎの小夜曲 (セレナーデ)」 | さだまさし       | 南こうせつ       | 渡辺俊幸  | 4:44  |
| 5.        | 「星座 (ほし) の名前」          | 三波春夫         | さだまさし       | 山本直純  | 4:01  |
| 6.        | 「ふ」                          | 永六輔           | さだまさし       | 服部隆之  | 5:57  |
| 7.        | 「なんということもなく」        | 小椋佳           | 小椋佳           | 石川鷹彦  | 4:10  |
| 8.        | 「空色の子守歌」                | さだまさし       | 山本直純         | 山本直純  | 4:25  |
| 9.        | 「遠い海」                      | さだまさし       | 来生たかお       | 服部克久  | 4:08  |
| 10.       | 「叛乱 (クーデター)」           | さだまさし       | 服部克久         | 服部克久  | 4:40  |
| 11.       | 「ムギ」                        | 来生えつこ       | さだまさし       | 石川鷹彦  | 4:21  |
| 12.       | 「佐世保」                      | 藤田恵美         | さだまさし       | 倉田信雄  | 3:58  |
| 13.       | 「桜月夜」                      | 谷村新司         | さだまさし       | 渡辺俊幸  | 5:40  |
| 14.       | 「夢の夢」                      | さだまさし       | さだまさし       | 渡辺俊幸  | 4:57  |
| 合計時間: | 合計時間:                       | 合計時間:        | 合計時間:        | 合計時間: | 63:19 |

### 解説
1. 素晴らしき夢
さだが学生時代から憧れていた弾厚作 (加山雄三)との合作。
2. 空っぽの客席
チューリップのリーダー兼ギターリストの財津和夫からの提供曲。
3. JONAH
さだが敬愛するシンガーソングライター、ポール・サイモンの作品。
ポール・サイモンのアルバム『ワン・トリック・ポニー』（1980年）収録曲「ジョナ」のカヴァーである。歌詞をさだが翻訳して作り直したもの。当初さだはサイモンに自身のためにオリジナル作品の提供を依頼したが、断られたため「ジョナ」のカヴァーをすることにした。依頼を辞退したサイモンはさだに自身の代表作（「明日に架ける橋」、「ミセス・ロビンソン」など）をカヴァーするよう提案したが、そのような大それたことは出来ないとして、比較的認知度の低い本作をカヴァーしたといういきさつがある。
4. 歌紡ぎの小夜曲 (セレナーデ)
南こうせつとの合作。
「桜月夜」のカップリング曲。
5. 星座 (ほし) の名前
三波春夫との合作。
山本直純による編曲である。山本は指揮とともに鍵盤ハーモニカ奏者として演奏にも参加している。後述する「空色の子守唄」の作曲者。
6. ふ[1]
さだが作詞家として尊敬している永六輔との合作。
「しあわせ」と「ふしあわせ」、「まじめ」と「ふまじめ」の様に「ふ」の字一つ付くだけで正反対の意味になる言葉の様に、この世のあらゆる事象や現象が内包していて、視点を変えるだけで見えてくる表裏一体の理を、長年生きた人物の回想を用いて表現した作品。他にさだと永六輔が曲に関して協力関係になったこととして、さだは永六輔の代表作「遠くへ行きたい」をカヴァーし、それを『上を向いて歩こう/遠くへ行きたい-さだまさし 永六輔・中村八大を歌う』という題のアルバムで発売した。また、同名のテレビ番組『遠くへ行きたい』では、オープニング曲として2000年10月から2004年2月まで使用されていた。
7. なんということもなく
小椋佳からの提供曲。
8. 空色の子守歌
山本直純との合作。
山本とさだは「親父の一番長い日」や「大きな森の小さな伝説(ものがたり)」、アルバム『交響詩 挽歌』（東映映画『二百三高地』オリジナル・サウンドトラック盤。「防人の詩」、「聖夜」を収録。）などの制作に携わっていた。「星座の名前」の伴奏をレコーディングした際に急遽追加録音されたものである。なおクレジットはされていないが1番の歌詞は山本直純によるものである。
9. 遠い海
来生たかおとの合作。
10. 叛乱 (クーデター)
さだとはグレープ時代から親交が深い服部克久との合作。
11. ムギ
「遠い海」の作曲者の来生たかおの実姉、来生えつことの合作。
12. 佐世保[2]
Le Coupleの藤田恵美との合作。コーラス部分は小田和正が担当している。
13. 桜月夜
さだと親交が深い「御三毛」の一人、谷村新司との合作。
14. 夢の夢
「佐世保」のカップリング曲。

## 楽曲協力
- コーラス協力
  - 小田和正：佐世保
  - 東京混声合唱団：素晴らしき夢・ふ
  - 森の木児童合唱団：素晴らしき夢
- 主な楽器演奏者
  - ギター全般：石川鷹彦
  - パーカッション：川瀬正人
  - シンセサイザー：倉田信雄
  - ストリングス：小池弘之Strings (1,9)、篠崎正嗣Strings (2,4,5,8,10,13,14)、岡本エリStrings (6)、

他多数